# Пероти (Кунео)
Пероти је насеље у Италији у округу Кунео, региону Пијемонт.
Према процени из 2011. у насељу је живело 74 становника. Насеље се налази на надморској висини од 558 м.